# 余集镇
余集镇，是中华人民共和国河南省信阳市商城县下辖的一个乡镇级行政单位。

## 行政区划
余集镇下辖以下地区：
余集街社区、东门街社区、李湾村、石板村、文冲村、张冲村、朱畈村、皮冲村、何冲村、迎水村、刘湾村、黄洼村、仪学村、杨棚村、曹集村、湾塘村、前湾村、雷冲村、西湾村、杨湾村、花湾村、连塘村、红阳村、龙河村、响塘村和文桥村。